# Sonia Prager
Sonia Prager Spohr de Alayza (Lima, 1950) es una escultora peruana, perteneciente a la generación de los años 1980. Su trabajo se caracteriza por la presencia del minimalismo y la invitación a desarrollar una relación armónica con la naturaleza. Estudió en la Facultad de Artes de la PUCP, donde actualmente dicta cátedra.

## Exposiciones

### Individuales
- Serie siete. Lima, Galería Forum, 2014;

### Colectivas
- Legado y divergencia: 78 años de artes de la PUCP. Lima, Instituto Cultural Peruano-Norteamericano, 2017.[2]